# Tomaszów Lubelski
Tomaszów Lubelskiⓘ é um município no leste da Polônia. Pertence à voivodia de Lublin. É a sede do condado de Tomaszów e da comuna rural de Tomaszów Lubelski. Ele está situado na região central da cadeia de colinas de Roztocze, no rio Sołokija. Estende-se por uma área de 13,3 km², com 18 396 habitantes, segundo o censo de 31 de dezembro de 2021, com uma densidade populacional de 1 383,2 hab./km².
A cidade tem um setor de equipamentos de transporte e um setor de alimentos (processamento de frutas e hortaliças). Situa-se na junção das estradas provinciais n.º 850 e n.º 853, bem como da estrada nacional n.º 17. A cidade é um ponto de partida para Roztocze, uma região geográfica que conecta o planalto de Lublin com a Podólia, uma cordilheira claramente elevada de colinas, com 12–32 km de largura e cerca de 180 km de comprimento, indo do noroeste, de Kraśnik, para o sudeste até Lviv.
Tomaszów Lubelski está localizado na histórica Rutênia Vermelha, na antiga Terra de Bełz, que anteriormente era um principado. Uma cidade privada nobre fundada em 1621. No século XVI, estava localizada na voivodia de Bełz.

## Localização
Segundo dados de 2021, Tomaszów Lubelski tem uma área de 13,3 km², compreendendo:
- Terras agrícolas: 48%
- Área florestal: 9%

A cidade constitui 0,9% da área do condado. A cidade é cercada (vizinha) pela comuna rural de Tomaszów Lubelski. Nos anos 1975−1998, a cidade pertenceu administrativamente à voivodia de Zamość.

## História

### Origem da cidade
As origens da vila remontam ao final do século XVI, quando, por iniciativa do Grande Chanceler da Coroa, Jan Zamoyski, um assentamento chamado Jelitowo foi fundado no rio Sołokija. Em 1613, foi renomeado Tomaszów em homenagem ao filho de Zamoyski, Tomasz. Seu desenvolvimento posterior foi facilitado por sua localização favorável na rota comercial que liga o centro do país às fronteiras do sudeste. Já antes da incorporação, cerca de 400 famílias moravam nela.
Em 1621, o assentamento obteve direitos de cidade de Tomasz Zamojski, que foi aprovado pelo rei Sigismundo III Vasa, que também concedeu à cidade um importante privilégio na época: o direito de armazenar sal. Desde então, houve um rápido desenvolvimento da cidade, que por volta de 1630 já contava com quase 4 000 habitantes e várias guildas artesanais.
O desenvolvimento foi interrompido em meados do século XVII como resultado de guerras com os suecos e o exército de Khmelnytsky, e as epidemias que prevaleciam na época dizimaram os habitantes da cidade. As lutas pela sucessão de João, falecido em 1665, do Terceiro Estado de Zamość, só pioraram a situação; em 1676, Tomasz Brodecki, o starosta de Jasło, saqueou a cidade. Naquela época, porém, a população judaica em Tomaszów estava aumentando constantemente. No final do século XVII, os judeus constituíam cerca de 50% da população. Eles estavam envolvidos principalmente no comércio.
Na segunda metade do século XVIII, como resultado da Primeira Partição da Polônia em 1772, Tomaszów ficou temporariamente sob jurisdição austríaca (partição). A cidade foi na maioria destruída por um incêndio que eclodiu em 1775. No final do século XVIII, Andrzej Zamojski e seu filho Aleksander tentaram melhorar a condição econômica das propriedades. Nos anos de 1794 a 1830, havia uma conhecida fábrica de faiança em Tomaszów. Enquanto as Guerras Napoleônicas estavam em andamento, a cidade foi liberta em 1809 e ficou por um tempo no Ducado de Varsóvia e, após o Congresso de Viena de 1814/1815, na Polônia do Congresso sob o domínio do Império Russo. Como resultado da última, as fronteiras das partições também mudaram e Tomaszów se viu no território da partição russa em 1815. Alguns quilômetros ao sul da cidade ficava a fronteira austríaca (Galícia), tornando Tomaszów uma cidade fronteiriça.

### Tempos de partições e revoltas
No século XIX, durante a Levante de Novembro, um regimento voluntário foi formado em Tomaszów sob o nome de “Bandeira Dourada da Liberdade”, e durante a Revolta de Janeiro, a cidade foi a sede das autoridades insurgentes locais, o chamado Governo da Liberdade de Tomaszowski.
Em 20 de janeiro de 1863, como parte da Revolta de Janeiro, os poloneses ocuparam Tomaszów, estrategicamente importante.
Quatro dias mais tarde, um destacamento russo do coronel Emanov entrou na cidade. Em 5 de fevereiro de 1863, esta unidade massacrou os habitantes de Tomaszów. Em 19 de fevereiro de 1863, as vítimas do massacre foram exumadas. A comissão apurou que 23 habitantes de Tomaszów foram mortos, baleados com armas de fogo, esfaqueadas com sabres e com baionetas, e algumas das vítimas tiveram os dedos decepados durante o roubo dos anéis pelos cossacos. Também morreu o doutor Żelkowski, cujo corpo foi jogado na casa em chamas pelos assassinos, e uma mulher judia, Ruchla Malarzowa, morreu como resultado de seus ferimentos.
Após a queda da Revolta de Janeiro, houve uma forte russificação de Tomaszów Lubelski e da área ao redor.
A partir de 1866, Tomaszów deixou de ser uma cidade pertencente aos magnatas. Em 1867, tornou-se a sede das autoridades distritais. Em 1867, a cidade tinha apenas 3 614 habitantes. Na segunda metade do século XIX, o desenvolvimento da cidade acelerou e em 1890 Tomaszów era habitada por 7 277 pessoas.
No século XIX, aqui residia uma guarnição de guardas fronteiriços, que contava no final do século com 400 pessoas e 300 cavalos.

### Primeira Guerra Mundial
Em 1915, durante a Primeira Guerra Mundial, ocorreu uma batalha entre as tropas russas e austríacas perto de Tomaszów. Finalmente, em junho de 1915, o exército divisionista russo se retirou da cidade e as tropas austríacas entraram em seu lugar, pondo fim ao domínio russo em Tomaszów Lubelski.

### O período entre guerras e uma Polônia renascida
Após recuperar a independência e a guerra polaco-bolchevique, a cidade foi visitada pelo marechal Józef Piłsudski. A cidade desenvolveu-se econômica e culturalmente, o hospital foi ampliado, foram construídos os mercados, o prédio do conselho distrital e um ginásio. O jornal autônomo local “Ziemia Tomaszowska” foi publicado.
Naquela época, a maioria dos habitantes da cidade era formada por judeus. Em 1921, eram 65% e, em 1931, 54% da população.

### Segunda Guerra Mundial

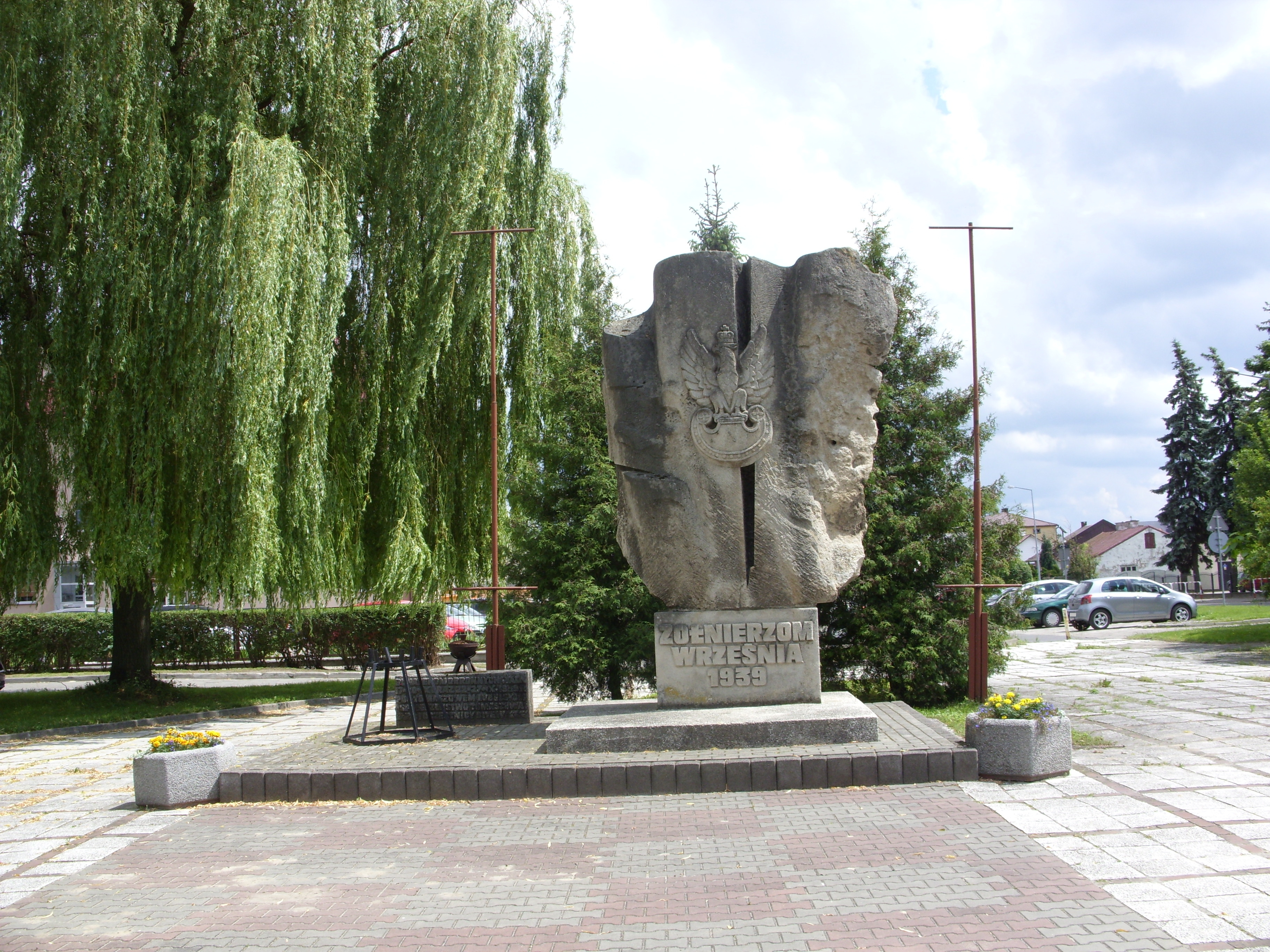
Monumento aos soldados de setembro de 1939, participantes nas batalhas de Tomaszów Lubelski

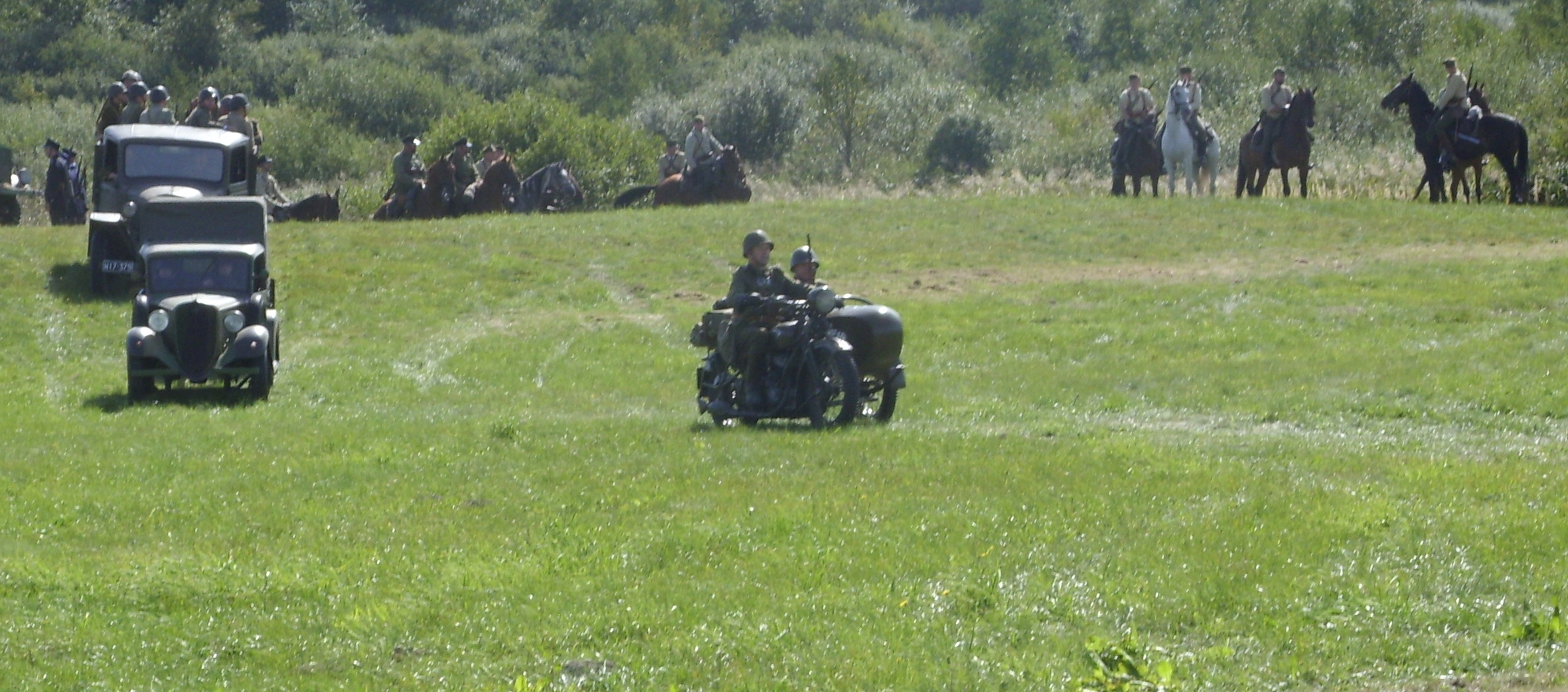
Recriação histórica da batalha perto de Tomaszów Lubelski na Segunda Guerra Mundial

Em 7 de setembro de 1939, logo após o início da Segunda Guerra Mundial, a cidade sofreu perdas significativas como resultado do bombardeio alemão. De 17 a 20 de setembro de 1939, os exércitos unidos de “Cracóvia” e “Lublin” sob o comando do general Tadeusz Piskor travaram uma batalha com as tropas alemãs perto de Tomaszów, que terminou com a capitulação das forças polonesas. A ajuda tardia das tropas lideradas pelo general Stefan Dąb-Biernacki também capitulou em 27 de setembro.
A cidade foi ocupada pelos alemães, durante os quais quase metade dos habitantes foram assassinados. Durante este período, os habitantes de Tomaszów participaram de batalhas com os alemães, tanto em batalhas abertas (em Wojda em 1942, perto de Zaboreczno em 1943) quanto em atividades de guerrilha.
Durante a ocupação nazista, em 1941, os alemães estabeleceram um gueto para residentes judeus. Cerca de 1 500 judeus ficaram lá. No verão de 1942, eles foram deportados para o gueto de Cieszanów, de onde em 22 de maio de 1942 foram transportados para o campo de extermínio em Bełżec, onde foram assassinados. Alguns dos habitantes judeus da cidade foram assassinados na própria Tomaszów, tanto antes da criação do gueto quanto depois de sua liquidação, incluindo aqueles que haviam se escondido anteriormente — o último residente de fé judaica foi fuzilado em novembro de 1943.
Em 22 de julho de 1944, após ferozes combates contra o exército alemão, nos quais participaram um agrupamento do Exército da Pátria comandado pelo tenente-coronel Wilhelm Szczepankiewicz e tropas do 3.º Exército de Guardas da Primeira Frente Ucraniana do Exército Vermelho, a cidade foi capturada. Entre 1944 e 1956, funcionou em Tomaszów uma prisão do NKVD e do Ministério da Segurança Pública da Polônia chamada “Caverna do Dragão”.
Após a guerra, a cidade foi reconstruída a partir da destruição e ampliada nas décadas de 1960 e 1980, ao mesmo tempo em que os salões do mercado na praça do mercado foram demolidos, entre outras coisas.
Em 1977, em virtude de uma resolução do Conselho de Estado, a pedido do Politburo do Comitê Central do Partido Unido dos Trabalhadores poloneses, Tomaszów Lubelski foi condecorada com a Ordem da Cruz de Grunwald, 2.ª classe, por sua participação ativa na luta contra o invasor nazista e pelo fortalecimento do poder popular.
Tradicionalmente, há vários anos, no terceiro domingo de setembro, são realizadas cerimônias e recriação histórica da Batalha de Tomaszów Lubelski.

## Monumentos históricos
Lista de monumentos protegidos por lei: (cadastrados)
- Traçado urbano
- Igreja paroquial da Anunciação da Bem-Aventurada Virgem Maria − igreja paroquial de madeira de 1627, reconstruída em 1727, no altar existe uma pintura de Nossa Senhora do Escapulário; ao lado da igreja há uma torre sineira histórica do século XVIII e um cemitério da igreja (rua Królewska 1)
- Igreja ortodoxa de São Nicolau de 1889 (Rynek 13)
- Túmulo das famílias Bujalski e Bohlen da virada dos séculos XIX e XX, no cemitério paroquial
- Mansão de 1934, atualmente uma estação da Inspeção Sanitária Estadual (rua Lwowska 51)
- Edifício do Departamento Distrital de Tomaszów − um edifício de 1925, atual Conservatório e Departamento de Educação, Cultura, Esporte e Assuntos Cívicos (rua Lwowska 53)
- Casa do Sindicato dos Proprietários de Terras, edifício de 1930, atualmente tribunal distrital (rua Lwowska 55)
- “Casa de chá” − uma casa de madeira de 1895 na Praça do Mercado
- II Escola Secundária, edifício construído nos anos 1923−1925 (rua Żwirki i Wigury 3)

Monumentos não registrados:
- Prédio da Escola Estadual de Música

Monumentos inexistentes:
- Sinagoga em Tomaszów Lubelski
- Sinagoga na rua Bożnicza

Monumentos selecionados da cidade
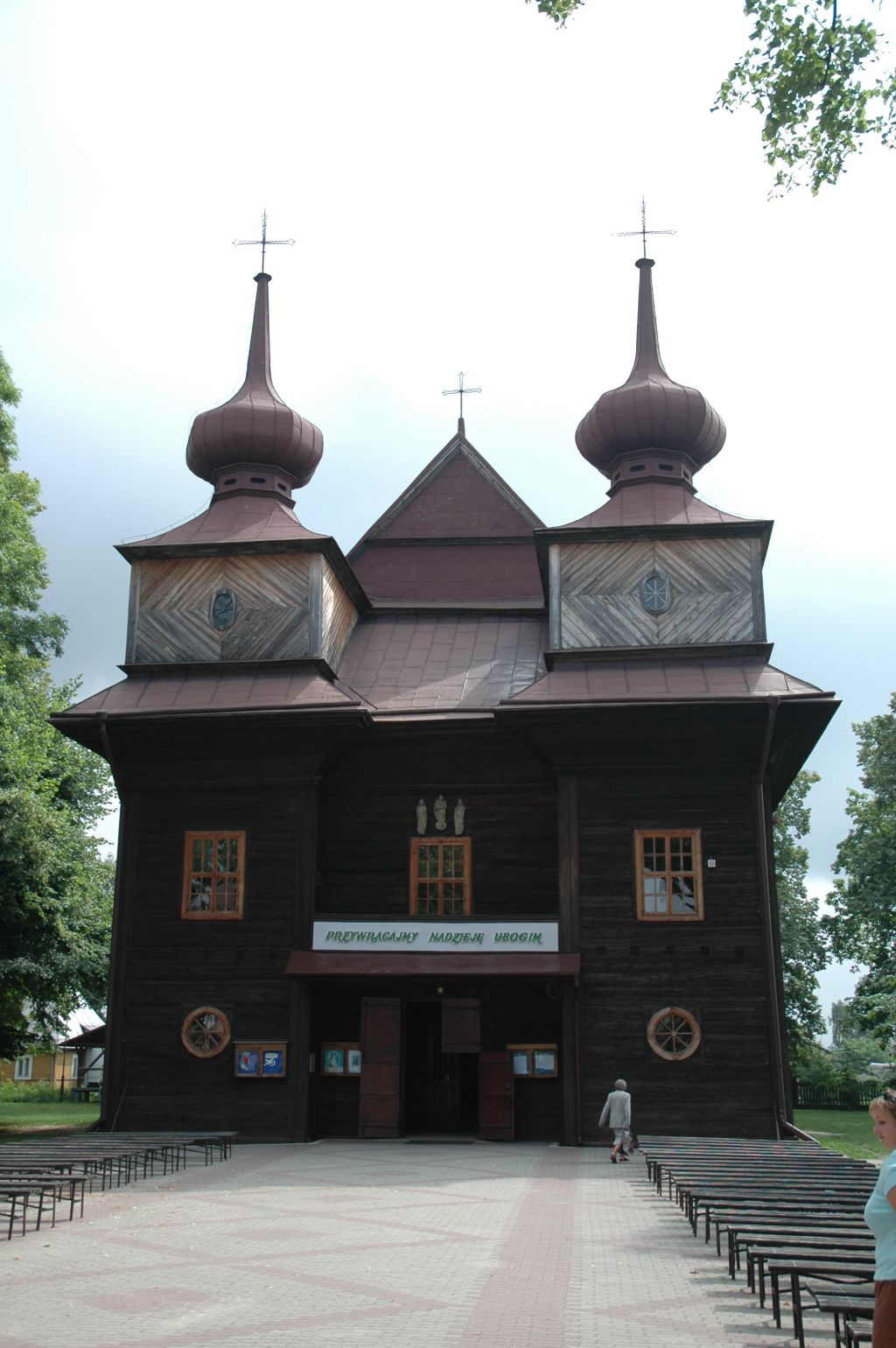
Igreja paroquial de madeira de 1627
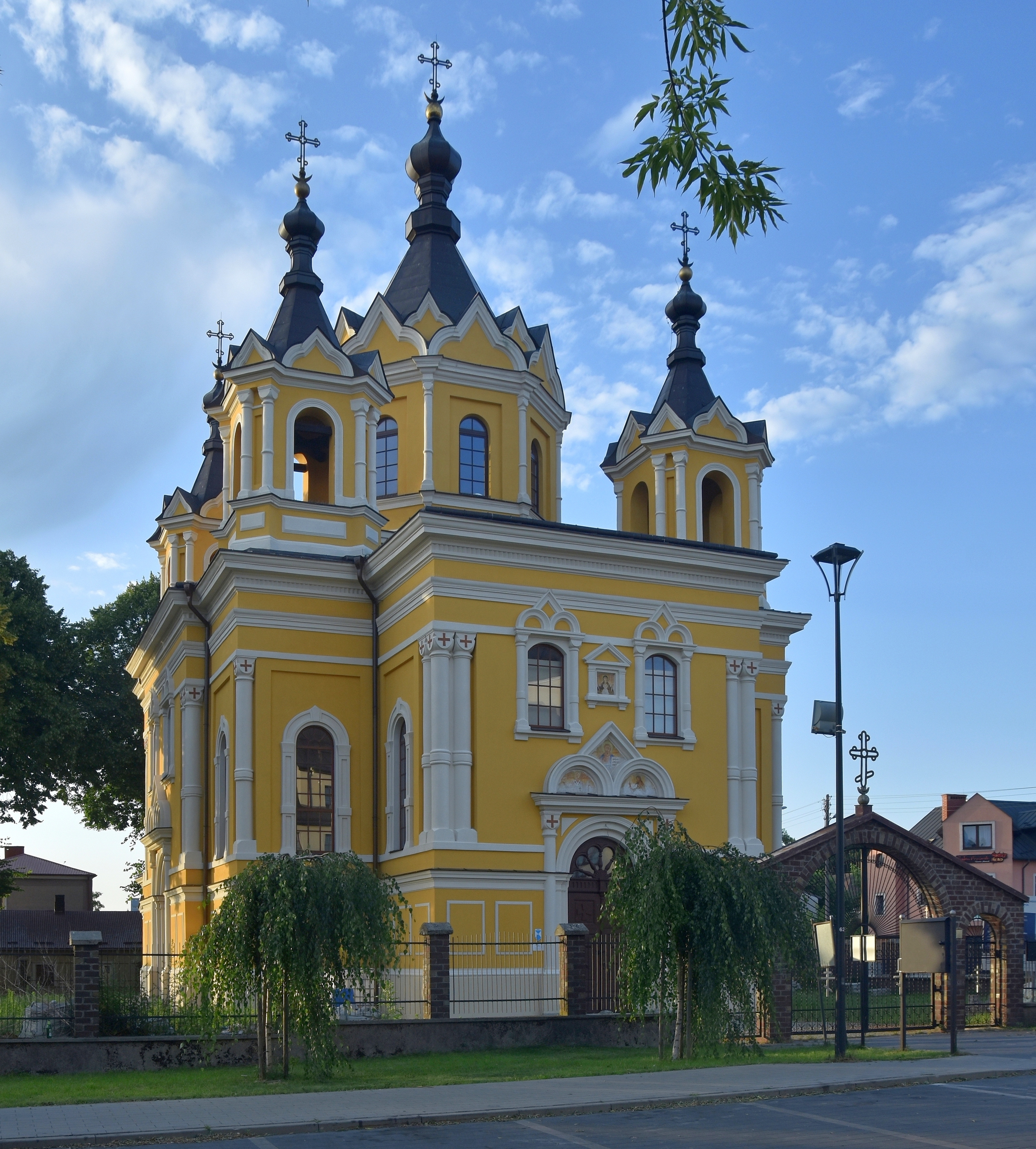
Igreja ortodoxa de São Nicolau
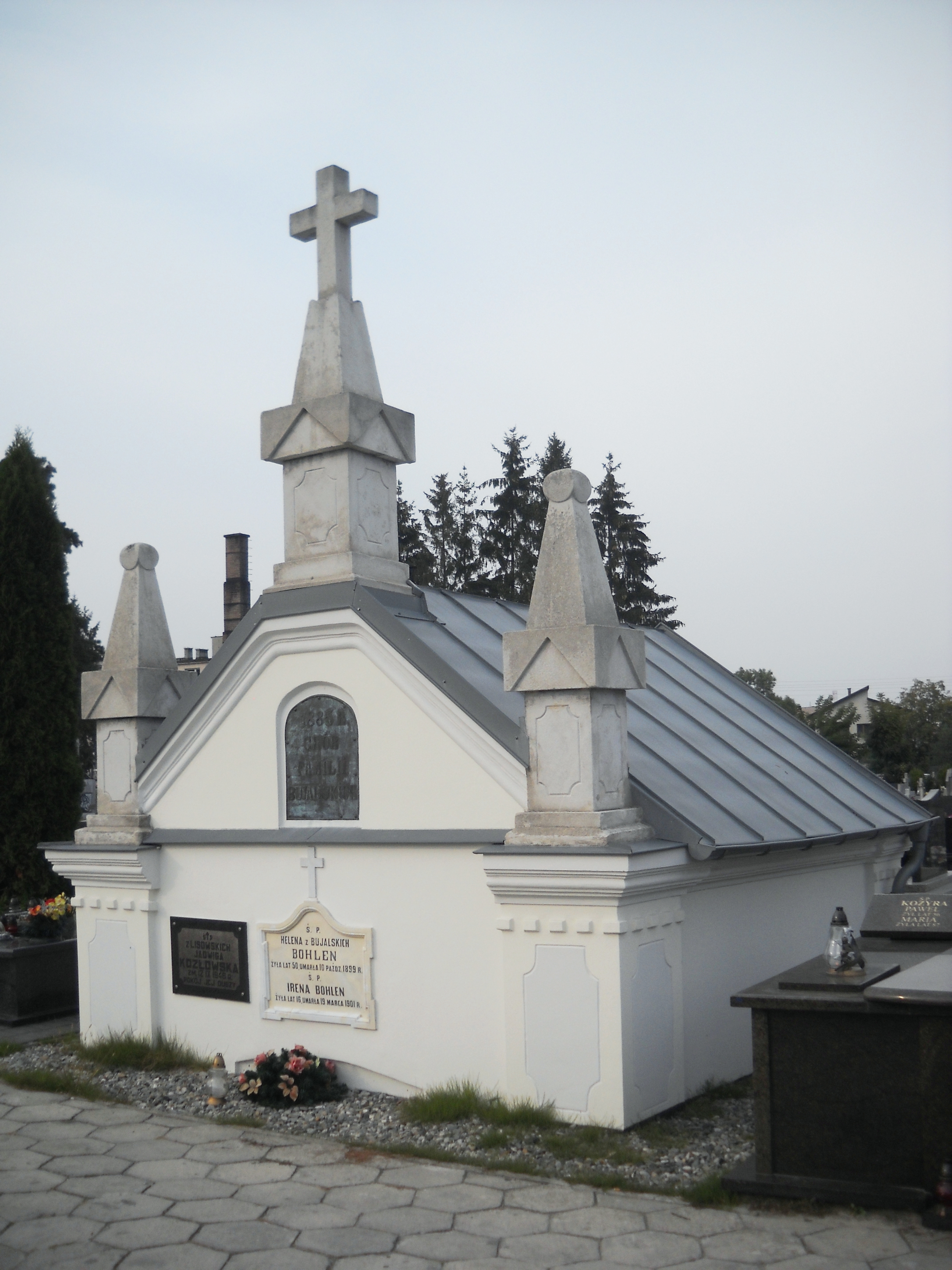
Túmulo das famílias Bujalski e Bohlen
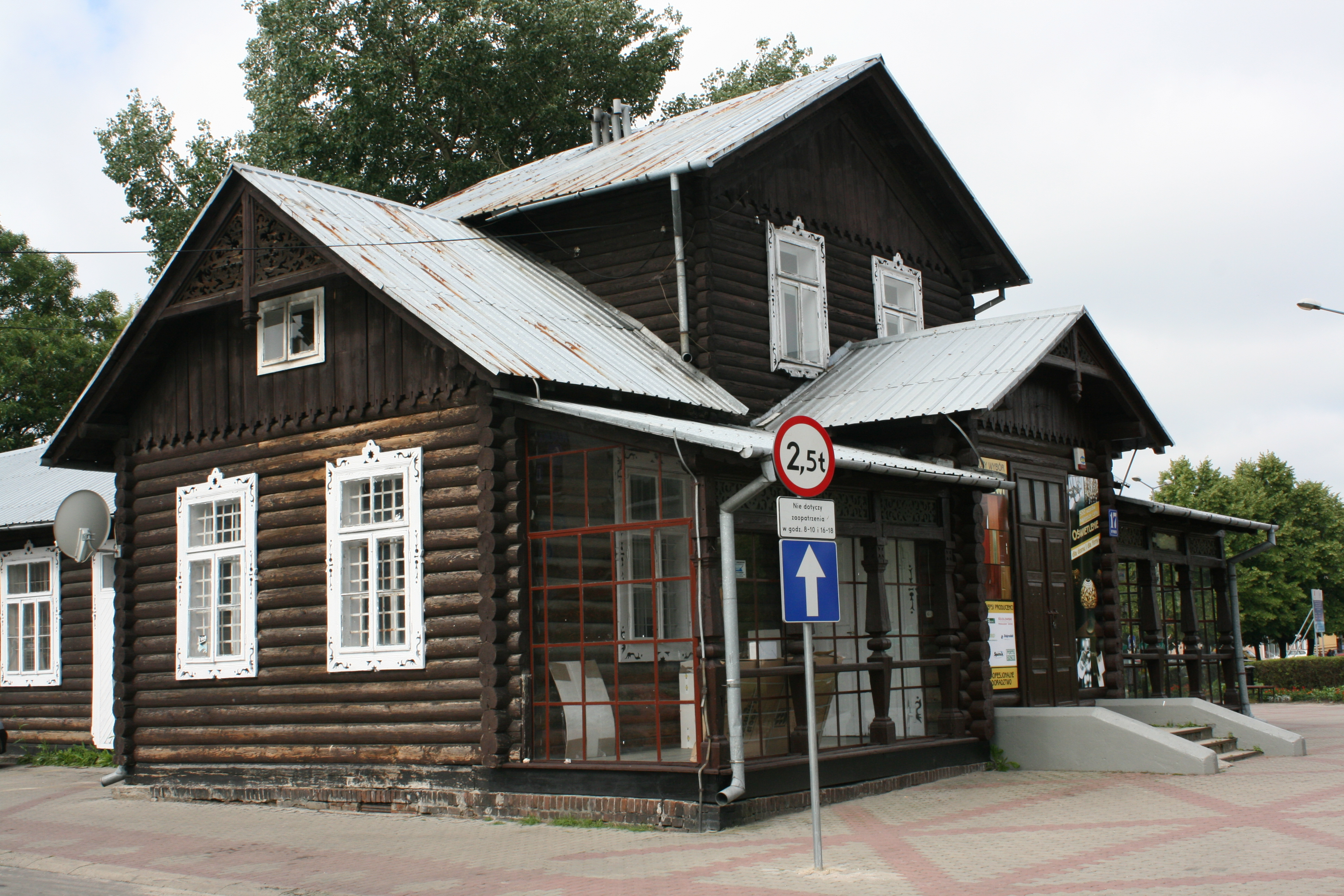
Casa de chá, também chamada de Czajnia

## Clima
Conforme a classificação climática de Köppen-Geiger, Tomaszów Lubelski situa-se na zona Dfb − clima continental úmido de verão fresco. Na cidade de Tomaszów Lubelski, a temperatura média anual é de 8,5° C. Nesta área, a precipitação média anual é de 771 mm. Está localizada no Hemisfério Norte. Os meses de verão são: junho, julho, agosto, setembro. O mês mais seco é fevereiro, com 44 mm de precipitação. O mês mais quente do ano é julho, com temperatura média de 19,5 °C. A temperatura média mais baixa do ano ocorre em janeiro e é de aproximadamente -3.1 °C.
A diferença de precipitação entre o mês mais seco e o mais úmido é de 58 mm. A variação de temperatura durante o ano é de 22,6 °C. O mês com a maior umidade relativa é novembro (84%). O mês com a menor umidade relativa é abril (68%). O mês com o maior número de dias de chuva é julho (11 dias). O mês com o menor número é outubro (7 dias).
| Dados climatológicos para Tomaszów Lubelski | Dados climatológicos para Tomaszów Lubelski | Dados climatológicos para Tomaszów Lubelski | Dados climatológicos para Tomaszów Lubelski | Dados climatológicos para Tomaszów Lubelski | Dados climatológicos para Tomaszów Lubelski | Dados climatológicos para Tomaszów Lubelski | Dados climatológicos para Tomaszów Lubelski | Dados climatológicos para Tomaszów Lubelski | Dados climatológicos para Tomaszów Lubelski | Dados climatológicos para Tomaszów Lubelski | Dados climatológicos para Tomaszów Lubelski | Dados climatológicos para Tomaszów Lubelski | Dados climatológicos para Tomaszów Lubelski |
| Mês | Jan                                         | Fev                                         | Mar                                         | Abr                                         | Mai                                         | Jun                                         | Jul                                         | Ago                                         | Set                                         | Out                                         | Nov                                         | Dez                                         | Ano                                         |
| --- | ------------------------------------------- | ------------------------------------------- | ------------------------------------------- | ------------------------------------------- | ------------------------------------------- | ------------------------------------------- | ------------------------------------------- | ------------------------------------------- | ------------------------------------------- | ------------------------------------------- | ------------------------------------------- | ------------------------------------------- | ------------------------------------------- |
| Temperatura máxima média (°C) | −0,7                                        | 1,0                                         | 6,3                                         | 13,5                                        | 18,4                                        | 21,7                                        | 23,6                                        | 23,3                                        | 18,1                                        | 12,2                                        | 6,7                                         | 1,4                                         | 12,1                                        |
| Temperatura média (°C) | −3,1                                        | −1,9                                        | 2,3                                         | 8,9                                         | 14,0                                        | 17,5                                        | 19,5                                        | 19,0                                        | 14,1                                        | 8,7                                         | 4,1                                         | −0,6                                        | 8,5                                         |
| Temperatura mínima média (°C) | −5,7                                        | −5,0                                        | −1,7                                        | 3,8                                         | 9,1                                         | 12,7                                        | 15,0                                        | 14,4                                        | 10,1                                        | 5,5                                         | 1,7                                         | −2,8                                        | 4,8                                         |
| Precipitação (mm) | 46                                          | 44                                          | 51                                          | 58                                          | 85                                          | 88                                          | 102                                         | 74                                          | 74                                          | 53                                          | 50                                          | 46                                          | 771                                         |
| Dias com chuva | 9                                           | 8                                           | 9                                           | 9                                           | 10                                          | 10                                          | 11                                          | 8                                           | 8                                           | 7                                           | 8                                           | 8                                           | 105                                         |
| Umidade relativa (%) | 84                                          | 83                                          | 76                                          | 68                                          | 69                                          | 69                                          | 72                                          | 70                                          | 74                                          | 78                                          | 84                                          | 84                                          | 75,9                                        |
| Insolação (h) | 2,6                                         | 3,4                                         | 5,5                                         | 8,7                                         | 10,0                                        | 10,9                                        | 10,8                                        | 10,0                                        | 7,2                                         | 5,3                                         | 3,5                                         | 2,5                                         | 80,4                                        |
| Fonte: Climate-Data.org Dados: 1991−2021: temperatura mínima (°C), temperatura máxima (°C), precipitação (mm), umidade, dias chuvosos. Dados: 1999−2019: horas de sol |                                             |                                             |                                             |                                             |                                             |                                             |                                             |                                             |                                             |                                             |                                             |                                             |                                             |

## Demografia

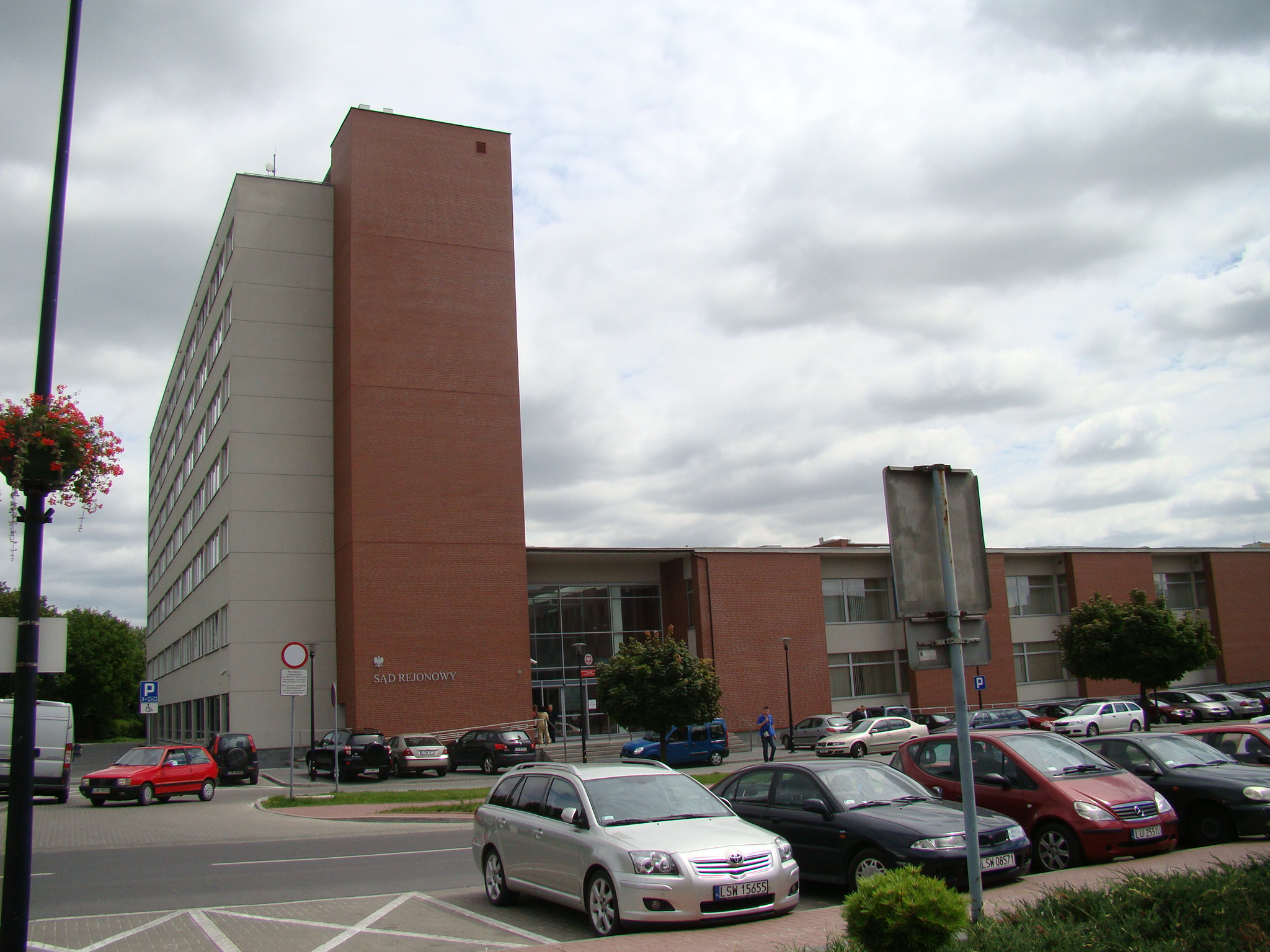
Tribunal Distrital de Lublin-Leste com sede em Świdnik

Conforme os dados do Escritório Central de Estatística da Polônia (GUS) de 31 de dezembro de 2022, Tomaszów Lubelski é uma cidade pequena com uma população de 18 061 habitantes (11.º lugar na voivodia de Lublin e 231.º na Polônia), tem uma área de 13,3 km² (30.º lugar na voivodia de Lublin e 480.º lugar na Polônia) e uma densidade populacional de 1 359 hab./km² (6.º lugar na voivodia de Lublin e 174.º lugar na Polônia). Nos anos 2002–2021, o número de habitantes diminuiu 9,5%.
Os habitantes de Tomaszów Lubelski constituem cerca de 22,34% da população do condado de Tomaszów, constituindo 0,89% da população da voivodia de Lublin.
| Descrição                         | Total      | Total    | Mulheres   | Mulheres | Homens     | Homens   |
| --------------------------------- | ---------- | -------- | ---------- | -------- | ---------- | -------- |
| unidade                           | habitantes | %        | habitantes | %        | habitantes | %        |
| população                         | 18 061     | 100      | 9 500      | 52,6     | 8 561      | 47,4     |
| superfície                        | 13,3 km²   | 13,3 km² | 13,3 km²   | 13,3 km² | 13,3 km²   | 13,3 km² |
| densidade populacional (hab./km²) | 1 359      | 1 359    | 714,8      | 714,8    | 644,2      | 644,2    |

## Economia

### Indústria
As indústrias mais reconhecidas localizadas na cidade são:
- RST ROZTOCZE Sp. z o.o. − fabricante de fechaduras e dobradiças industriais[18]
- SVZ Tomaszów Sp. z o.o. − fábrica de processamento de frutas e vegetais pertencente à empresa neerlandesa S.V.Z. INDUSTRIAL PRODUCTS B.V.[19]
- WYTWÓRNIA SPRZĘTU KOMUNIKACYJNEGO − TOMASZÓW LUBELSKI − fabricante de peças para a indústria aeronáutica, automotiva e de máquinas[20]

### Comércio e serviços
Tomaszów é um centro regional de comércio. Na cidade existem inúmeras lojas, lojas alimentícias de atacado e varejo, centros comerciais e agências, empresas de transporte, agências bancárias e de seguros, unidades de campo de operadores de energia.
As empresas de serviços estão maioritariamente agrupadas na zona do centro da cidade, nomeadamente ao longo da rua Lwowska, que é a principal via da cidade. Um papel importante para os habitantes das cidades vizinhas é desempenhado pelo mercado municipal, juntamente com o organizado − segundo a tradição − mercado semanal. O comércio atacadista está localizado principalmente na parte sul da cidade, perto das ruas Rolnicza e Rzemieślnicza, e na parte norte da cidade, perto da rua Łaszczowiecka.

## Transportes

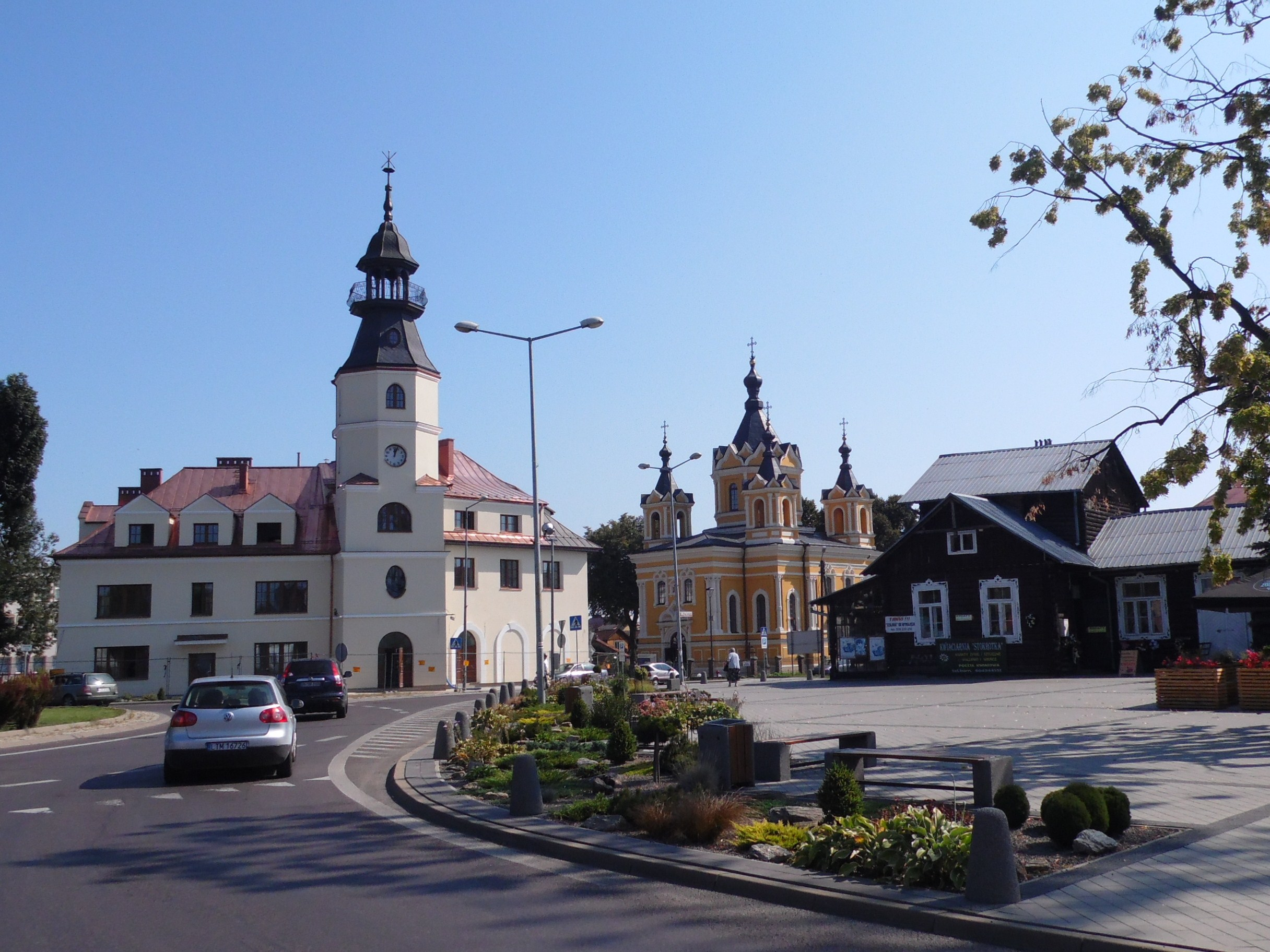
Praça principal − rotatória com a estrada nacional n.º 17

### Transporte rodoviário
Atualmente, Tomaszów é uma parada na estrada nacional n.º 17 que liga Varsóvia a Hrebenne. Nas proximidades da cidade existe uma passagem de fronteira Hrebenne − Rava-Ruska. Desde a década de 1990, havia planos para construir o desvio de Tomaszów, mas eles foram sistematicamente adiados. Conforme os planos atuais, o desvio fará parte da via expressa S17. A concretização do investimento estava prevista para o período posterior a 2013, no entanto, o concurso para a sua concretização na modalidade “projeto e construção” foi assinado a 17 de novembro de 2017. O contratante do investimento é a Mota-Engil Central Europe, que declarou realizá-lo pelo valor de aproximadamente 193,5 milhões de PLN.

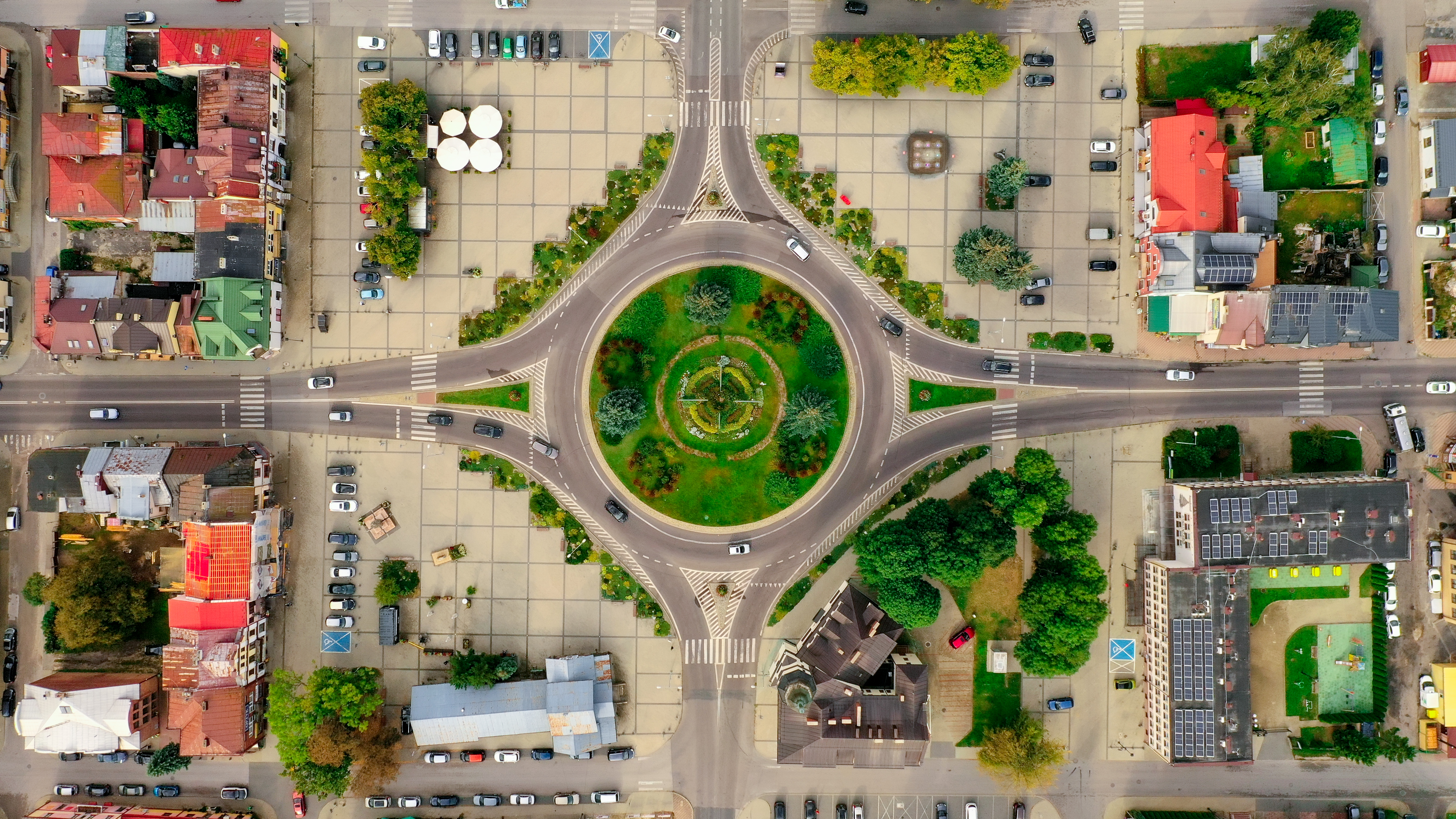
Rotatória e praça da cidade

### Transporte por ônibus
Existe um serviço de ônibus bem desenvolvido operado pela PKS “Wschód”, PT Tomaszów Lubelski e várias transportadoras privadas. Em 11 de janeiro de 2012, foi tomada a decisão de separar as empresas PKS “Wschód” − Tomaszów e Hrubieszów. Desta forma, o PKS Tomaszów recuperou a sua independência.

### Transporte ferroviário
O tráfego ferroviário é realizado graças à estação ferroviária de Bełżec, a cerca de 8 quilômetros do centro da cidade. Em 13 de dezembro de 2009, após mudanças no horário ferroviário, Tomaszów e toda a região de Roztocze foram privados de conexões de passageiros, o que resultou em protestos dos moradores. Em junho de 2011, a Przewozy Regionalne lançou os trens Regio de Lublin a Bełżec operando duas vezes por dia. Atualmente, o tráfego ferroviário de passageiros funciona durante parte do ano (fins de semana e feriados de maio).

## Cultura
Desde 2006, a Convenção dos amantes da fantasia de Kreskon é realizada anualmente. É um encontro de pessoas com interesses semelhantes organizado por jovens fãs de fantasia (associados ao Clube de Fantasia de Tomaszów “Sussurro do Leste”), onde estão previstas muitas atrações − encontros com autores, concursos, palestras, debates e outros.
Em 2008, ocorreu a primeira recriação histórica da Batalha de Tomaszów Lubelski. Grupos de recriação de toda a Polônia participaram da reconstituição. Desde então, todos os anos, no terceiro domingo de setembro, são realizadas as edições seguintes.
Em 2021, no aniversário da independência da Polônia, foi inaugurado o Arco da Vitória. A instalação fica em frente ao prédio da I Escola Secundária Bartosz Głowacki e é para comemorar o 100.º aniversário da Batalha de Varsóvia e o 100.º aniversário da permanência do marechal Józef Piłsudski na Terra de Tomaszów, que veio para Tomaszów Lubelski em março de 1921. Recebe o desfile das tropas vitoriosas e condecora os soldados que participaram da Batalha de Komarów. O arco tem mais de seis metros de altura e é o único edifício desse tipo na Polônia. Foi feito de concreto, com decorações de bronze. De um lado, há a inscrição “Milagre no Vístula” e as datas de 1920 e 2020, além de figuras simbólicas de um ulano, um soldado da cavalaria ligeira e do padre Ignacy Skorupka e baixos-relevos com a imagem de Nossa Senhora das Graças e a águia legionária. No outro lado, aparece a inscrição “Marechal J. Piłsudski” e, adicionalmente, um baixo-relevo com a imagem de Józef Piłsudski e as datas de 1921 e 2021.

## Educação
Escolas Primárias

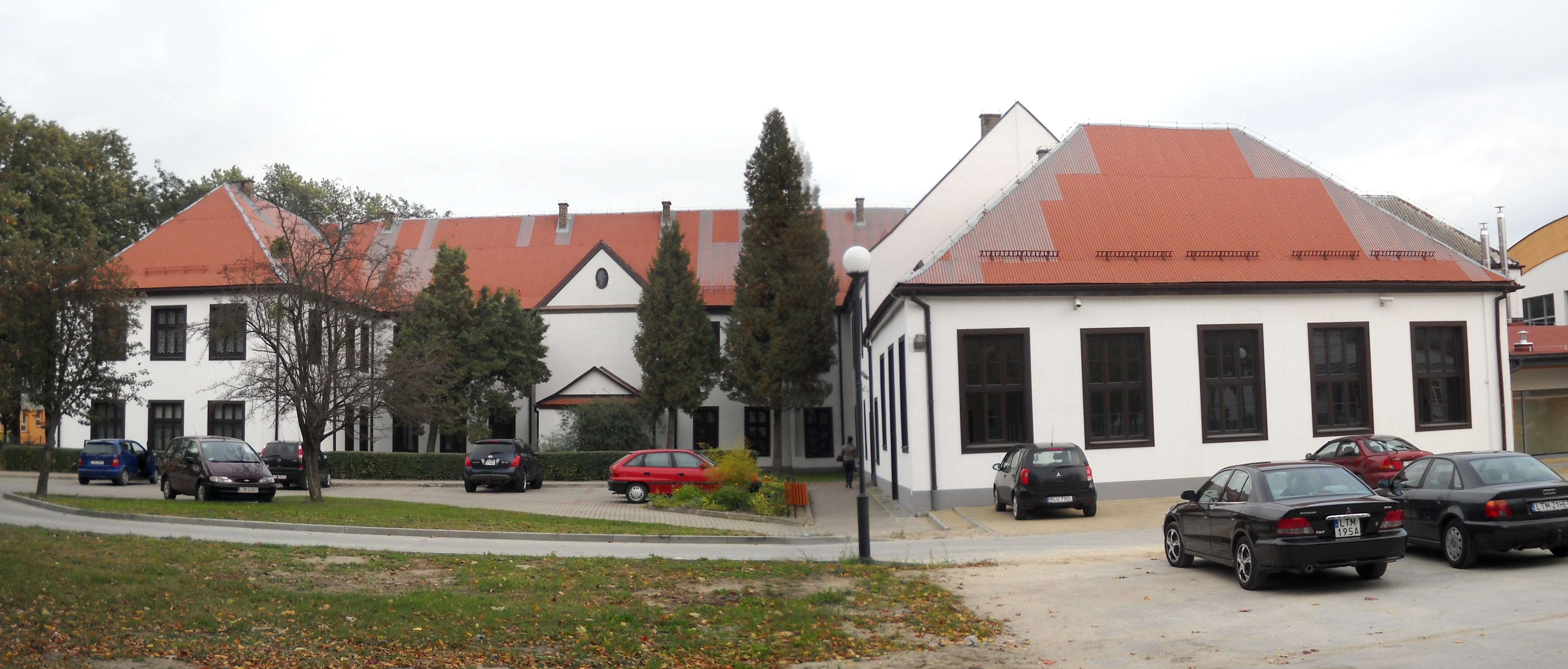
II Escola Secundária “Ekonomik”

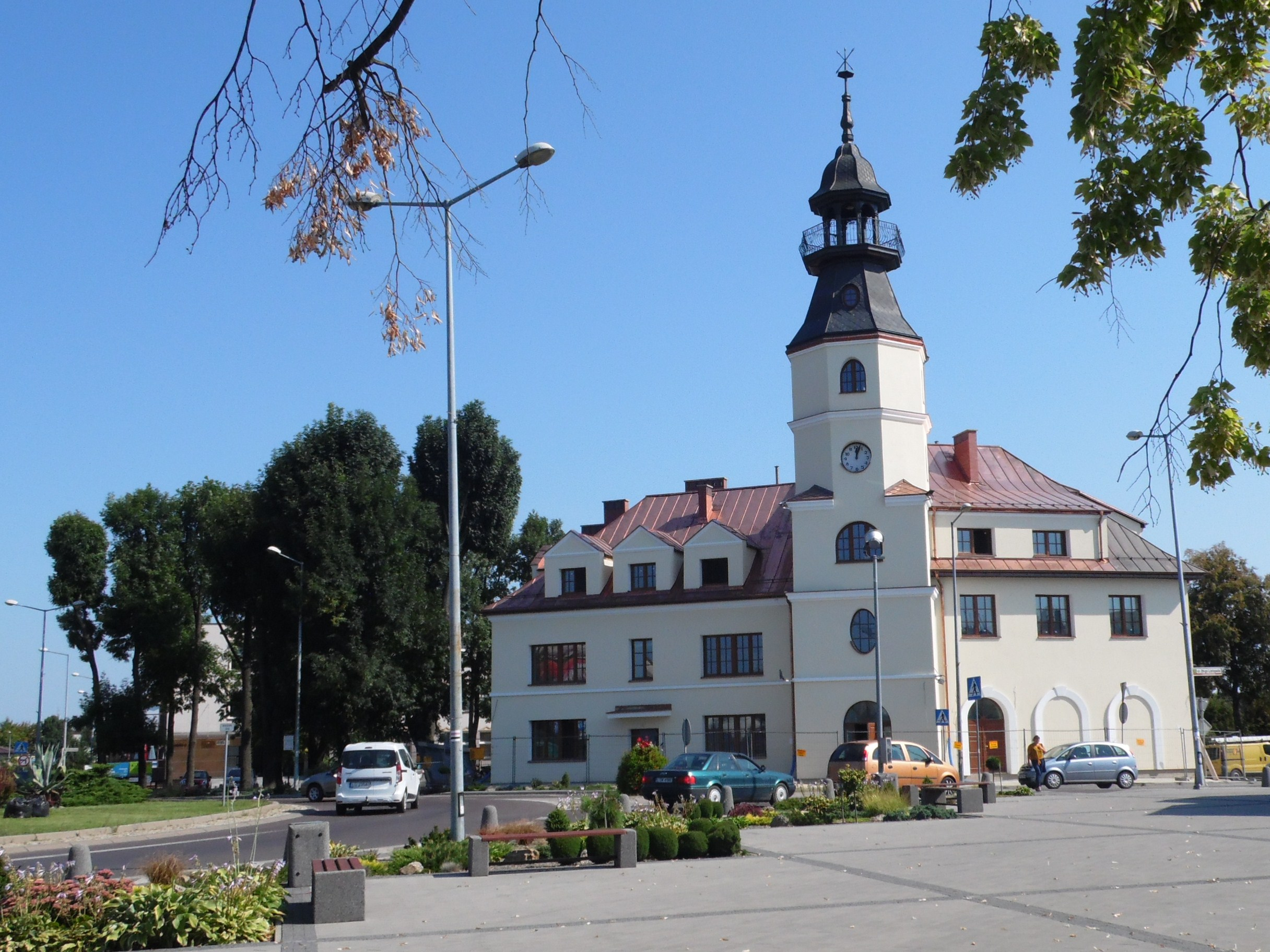
Escola Estadual de Música, anteriormente o prédio do Corpo de Bombeiros do Estado

- Escola Primária n.º 1 Orląt Lwowskich, rua Kopernika 4[29]
- Escola Primária n.º 2 Marechal Józef Piłsudski, rua Żołnierzy Września 1[30]
- Escola Primária n.º 3 Doutor Janusz Peter, rua Żwirki i Wigury 6[31]
- Escola Primária Especial J. Korczak[32]
- Escola Primária Particular “Little Oxford”, rua Kilinskiego 7[33]

Escolas secundárias
- I Escola Secundária “Górka” Bartosz Głowacki[34]
- II Escola Secundária “Ekonomik” General Władysław Sikorski[35]
- Complexo escolar n.º 3 “Budowlanka” Maciej Rataj[36]
- Complexo escolar n.º 4 “Mechanik” Jarosław Dąbrowski[37]

Universidades
- KUL − Universidade Católica de Lublin, Faculdade de Direito e Economia[37]

Além disso, em Tomaszów existe uma Escola Especial e Centro de Educação, que inclui uma escola primária, uma escola secundária e uma escola profissional. No centro da cidade, encontra-se a Escola Primária de Música do Estado, e um pouco mais adiante, o Colégio Médico Profissional, o Centro de Reabilitação e Educação e o Centro Comunitário “Krokus”.

## Meios de comunicação
Dois jornais são publicados atualmente na cidade: desde 1991, o jornal quinzenal Rewizje Tomaszowskie, e desde 15 de novembro de 2012, o semanário Echa Roztocza (em 2007−2012, o jornal foi publicado sob o título Tygodnik Tomaszowski), publicado atualmente pela Wydawnictwo Agencja Rozwoju Roztocza. O jornal juvenil gratuito “Πsemko” (“Pisemko”) publicado pela Associação Czajnia também foi publicado irregularmente em Tomaszów. No período entre guerras, as autoridades da cidade publicaram o jornal “Ziemia Tomaszowska”, e em 2001, por um curto período, foi publicada uma revista com o mesmo nome.

## Turismo
Atrações turísticas:
- Monumentos da cidade
- Presbitério de meados do século XIX
- Museu Regional Janusz Peter[41]
- Câmara Memorial do Terror Comunista[42]
- Cemitério judaico[43]
- Reserva Natural “Piekielko”[44]
- Reserva natural de Biała Góra (elevador de esqui, competições de inverno).

## Comunidades religiosas
- Comunidade Evangélica Cristã:

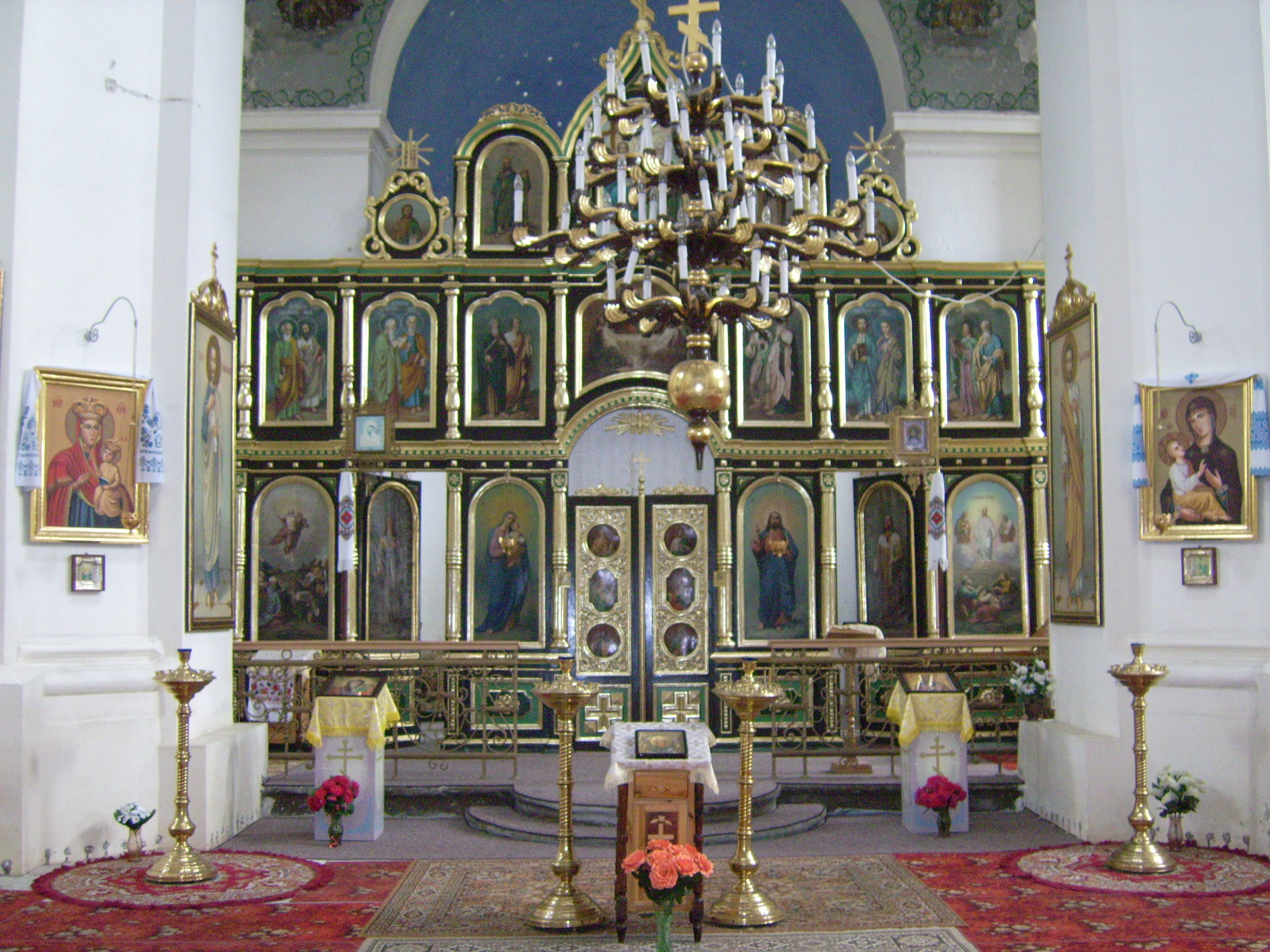
Iconóstase na igreja ortodoxa de Tomaszów

  - Posto missionário em Tomaszów Lubelski[45]
- Igreja Católica na Polônia (foranias: Tomaszów-Norte e Tomaszów-Sul):
  - Paróquia de São Padre Pio[46]
  - Paróquia da Anunciação da Bem-Aventurada Virgem Maria[47]
  - Paróquia do Sagrado Coração de Jesus[48]
  - Paróquia de São José[49]
- Igreja Ortodoxa Polonesa:
  - Paróquia de São Nicolau[50]
- Movimento Missionário Secular “Epifania”:
  - Igreja
- Testemunhas de Jeová:
  - Igreja Tomaszów Lubelski-Leste
  - Igreja Tomaszów Lubelski-Oeste (Salão do Reino, rua gen. T. Piskora 56)

## Esportes
- Tomasovia Tomaszów Lubelski — futebol masculino[51]
- TKS Tomasovia Tomaszów Lubelski — voleibol feminino[52]
- TKKK Tomaszowski Klub Karate Kyoukushin[53]
- PKK Prywaciarz Tomaszów Lubelski

Até 1999, em Tomaszów Lubelski, havia um Clube de Futebol Privado de Bakery Kowalski Prywaciarz Tomaszów Lubelski − um clube de futebol amador fundado em 1992. O clube passou pelos vários escalões dos jogos do Zamość OZPN como uma tempestade, começando na classe C, mas após a temporada 1996/1997 da classe interdistrital, parou na 11.ª posição da IV liga. Em 1997, antes do início da temporada 1997/1998, Prywaciarz Tomaszów Lubelski (classe interdistrital) e Roztok Pasieki (classe A) se fundiram para formar o clube Prywaciarz/Roztok Pasieki, que jogava na classe interdistrital Chełm-Zamość (IV liga) − 15.º lugar e rebaixamento à classe distrital de Zamość. Na temporada 1998/1999, na classe distrital, Prywaciarz/Roztok Pasieki conquistou o 15.º lugar, o que significou uma queda para a classe A, mas como Prywaciarz/Roztok Pasieki, não participou dos jogos da classe A em Zamość na temporada 1999/2000 (a equipe foi dissolvida). Prywaciarz/Roztok Pasieki, como anfitrião, disputou partidas no Estádio de Pasieki. Em 1999, a equipe foi inscrita na Classe B de Zamość novamente com o nome de PKK Prywaciarz Tomaszów Lubelski, mas após conquistar o 2.º lugar no grupo Tomaszów, a equipe foi retirada da Classe B de Zamość após a rodada de outono, e seus resultados foram anulados.